# High Easter
 (avril 2023).
High Easter est un village et une paroisse civile de l'Essex, en Angleterre.